# 16 Dywizja Piechoty (III Rzesza)
16 (Westfalska) Dywizja Piechoty (niem. 16. Infanterie-Division) – niemiecka dywizja z czasów II wojny światowej, brała udział w ataku na Związek Radziecki. Zniszczona w Stalingradzie. 

## Formowanie i walki
Sformowana w październiku 1934 roku pod ukrytą nazwą Kommandant von Münster, miejsce stacjonowania sztabu Münster. Na mocy rozkazu z 10 października 1935 otrzymała oficjalną nazwę 16 Dywizja Piechoty. Stacjonowała w VI Okręgu Wojskowym.
W sierpniu 1940 16 Dywizja Piechoty została podzielona. Większa jej część posłużyła do utworzenia 16 Dywizji Pancernej. Z pozostałości oraz uzupełnień sformowano 16 Dywizję Zmotoryzowaną, którą w czerwcu 1943 r. przekształcono w 16 Dywizję Grenadierów Pancernych. Wchodziła w skład zgrupowania armijnego Hotha prowadzącego działania bojowe w celu odblokowania wojsk niemieckich w Stalingradzie. W 1943 został zniszczona w Stalingradzie.
Drugą 16 Dywizję Piechoty utworzono 4 sierpnia 1944 z resztek 16 Dywizji Polowej Luftwaffe i 158 Dywizji Zapasowej). 9 października 1944 dywizję przemianowano na 16 Dywizję Grenadierów Ludowych (16. Volksgrenadierdivision).

## Dowódcy dywizji
16 Dywizja Piechoty
płk Gerhard Glokke 1 IV 1934 – 1 X 1937;
gen. por. Sigfrid Heinrici 1 X 1937 – 1 II 1940;
gen. por. Heinrich Krampf 1 II 1940 – 1 VI 1940;
gen. por. Hans – Valentin Hube 1 VI 1940 – 1 XI 1940;
16 Dywizja Piechoty Zmotoryzowanej
gen. por. Sigfrid Henrici 1942
gen. mjr Gerhard Graf von Schwerin 13 XI 1942 - 20 V 1943
płk Wilhelm Crisolli 20 V 1943 - 23 VI 1943
Druga 16 Dywizja Piechoty
gen. mjr/gen. por. Ernst Häckel 5 VIII 1944 – 9 X 1944;

## Struktura organizacyjna
- SKład w sierpniu 1939:
  - 60 pułk piechoty: miejsce postoju sztabu, I i III batalionu – Lüdenscheid, II, I i II rezerwowego batalionu – Arnsberg;
  - 64 pułk piechoty: miejsce postoju sztabu, II, III i rezerwowego batalionu – Soest, I batalionu – Hamm;
  - 79 pułk piechoty: miejsce postoju sztabu, I i II batalionu – Monastyr, III batalionu – Rheine;
  - 16 pułk artylerii: miejsce postoju sztabu, I, II dywizjonu – Hamm, III dywizjonu – Soest;
  - I dywizjon 52 pułku artylerii ciężkiej: miejsce postoju – Monastyr;
  - 16 batalion pionierów: miejsce postoju – Minden;
  - 16 oddział przeciwpancerny: miejsce postoju – Hamm;
  - 16 oddział łączności: miejsce postoju – Monastyr;
  - 16 oddział obserwacyjny: miejsce postoju – Monastyr;
- Skład w styczniu 1940:

60 i 64 i 79 pułk piechoty, 16 pułk artylerii, I/52 pułk artylerii ciężkiej, 16 batalion pionierów, 16 oddział rozpoznawczy, 16 oddział przeciwpancerny, 16 oddział łączności, 16 polowy batalion zapasowy;
- Skład w październiku 1944:

221, 223, 225 pułk grenadierów, 1316 pułk artylerii, 1316 batalion pionierów, 1316 batalion fizylierów, 1316 oddział przeciwpancerny, 1316 oddział łączności, 1316 batalion rezerwowy;